# Fire Snake
Fire Snake is een personage uit de Mario-reeks.

## Karakteromschrijving
Fire Snake is een lang wezen dat bestaat uit Fireballs (vuurballen). Hij springt vaak in het rond en volgt Mario in de hoop hem te verbranden. De bovenste Fireball heeft zwarte ogen (in sommige spellen heeft hij geen ogen). Fire Snake maakte zijn debuut in Super Mario Bros. 3, en was daarna nog voorgekomen in Super Mario World, Yoshi's Safari, New Super Mario Bros., Mario Kart Wii en New Super Mario Bros. Wii en New Super Mario Bros. 2. In New Super Mario Bros. Wii kan Fire Snake zijn hoofd vergroten.